# 第5回アカデミー賞
第5回アカデミー賞（だい5かいアカデミーしょう）は、1932年11月18日にアメリカ合衆国カリフォルニア州ロサンゼルスのアンバサダーホテルで映画芸術科学アカデミーによって行われた。司会はコンラッド・ネーゲルである。1931年8月1日から1932年7月31日の間にロサンゼルスで上映された映画がノミネート対象となっている。

## 受賞とノミネート一覧
太字文のものが受賞である。
| 作品賞 | 監督賞 |
| --- | --- |
| - 『グランド・ホテル』 - 『人類の戦士』 - 『バッド・ガール』 - 『チャンプ』 - 『特輯社会面』 - 『君とひととき』 - 『上海特急』 - 『陽気な中尉さん』                                                                                               | - フランク・ボーゼイジ – 『バッド・ガール』 - キング・ヴィダー – 『チャンプ』 - ジョセフ・フォン・スタンバーグ – 『上海特急』                                    |
| 主演男優賞 | 主演女優賞 |
| - フレドリック・マーチ – 『ジキル博士とハイド氏』 - ウォーレス・ビアリー – 『チャンプ』 - アルフレッド・ラント – 『近衛兵』 | - ヘレン・ヘイズ – 『マデロンの悲劇』 - マリー・ドレスラー – 『愛に叛く者』 - リン・フォンテイン – 『近衛兵』                                                    |
| 原案賞 | 脚色賞 |
| - 『チャンプ』 – フランセス・マリオン - 『都会の世紀末』 – ルシアン・ハバード - 『歓呼の涯』 – グローヴァー・ジョーンズ、ウィリアム・スレイヴァンス・マクナット - 『栄光のハリウッド』 – アディラ・ロジャース・セントジョン、ジェーン・マーフィン | - 『バッド・ガール』 – エドウィン・J・バーク - 『ジキル博士とハイド氏』 – パーシー・ヒース、サミュエル・ホッフェンスタイン - 『人類の戦士』 – シドニー・ハワード |
| 美術監督賞 | 撮影賞 |
| - 『大西洋横断』 – ゴードン・ウィルス - 『自由を我等に』 – ラザール・メールソン - 『人類の戦士』 – リチャード・デイ | - 『上海特急』 – リー・ガームス - 『人類の戦士』 – レイ・ジューン - 『ジキル博士とハイド氏』 – カール・ストラス                                                  |
| 録音賞 | 短編アニメ賞 |
| - パラマウント撮影所サウンド部 - MGMサウンド部 - RKOサウンド部 - ウォルト・ディズニー・プロダクションズ - ワーナー・ブラザース・サウンド部 | - 『花と木』 - 『ネズ猫合戦の巻』 - 『ミッキーの子沢山』 |
| 短編映画賞（コメディ） | 短編映画賞（ノベルティ） |
| - 『ローレル/ハーディの音楽箱』 - Scratch-As-Catch-Can - The Loud Mouth | - 『闘う魚族』 - 『空中曲芸』 - Screen Souvenirs |

### 特別賞
- ウォルト・ディズニー

## 統計
複数ノミネート
- 4ノミネート: 『人類の戦士』、『チャンプ』
- 3ノミネート: 『バッド・ガール』、『上海特急』、『ジキル博士とハイド氏』
- 2ノミネート: 『近衛兵』

複数受賞
- 2受賞: 『バッド・ガール』、『チャンプ』